# Trine Hattestad
Trine Hattestad (geborene Elsa Katrine Solberg; * 18. April 1966 in Lørenskog) ist eine ehemalige norwegische Speerwerferin und Olympiasiegerin.

## Biografie
In ihrer Jugendzeit war Hattestad eine sehr gute Handballspielerin, wechselte dann aber zum Speerwurf. Ihr internationales Debüt hatte Hattestad 1981 bei den Junioren-Europameisterschaften, wo sie Fünfte wurde.
Die ganz großen Erfolge kamen allerdings erst zu Beginn der 1990er. Bei den Weltmeisterschaften 1993 in Stuttgart gewann sie Gold, ebenso bei den Leichtathletik-Europameisterschaften 1994 in Helsinki. Bei den Olympischen Spielen 1996 in Atlanta gewann sie die Bronzemedaille. Im darauf folgenden Jahr verteidigte sie bei den Weltmeisterschaften in Athen Titel. Bei den Weltmeisterschaften 1999 in Sevilla gewann sie Bronze.
2000 war ihr erfolgreichstes Jahr: Am 28. Juni erzielte sie in Bergen mit 69,48 m einen inoffiziellen Weltrekord (nach der Einführung der neuen Speere wurden die besten Würfe zunächst noch nicht als Weltrekord anerkannt). Diese Weite wurde knapp ein Jahr später von der Kubanerin Osleidys Menéndez um zwei Meter übertroffen. Bei den Olympischen Spielen in Sydney gewann sie den Speerwurfwettkampf und krönte damit ihre erfolgreiche Sportkarriere. Im selben Jahr gewann sie die Wahl zu Europas Leichtathletin des Jahres, Norwegens Sportlerin des Jahres, die Aftenposten-Goldmedaille sowie den Fearnleys olympiske ærespris.
Sie hat vier Kinder mit Anders Hattestad von dem sie sich 2017 schied.